# The Heartbreak Kid (film)
Pour les articles homonymes, voir The Heartbreak Kid.
The Heartbreak Kid est un film australien réalisé par Michael Jenkins, sorti en 1993, adapté de sa pièce de théâtre éponyme.
La série Hartley, cœurs à vif, qui connut une notoriété internationale, en est le Spin-off.

## Synopsis
Le thème du film est adapté d'une pièce de théâtre, et sera repris ensuite dans une série télévisée.
Christina Papadopoulos (Claudia Karvan) est une jeune enseignante d'origine grecque travaillant dans le lycée Hartley High. Elle est fiancée à l'ambitieux avocat de son père, Dimitri (Steve Bastoni) et toute sa vie est totalement planifiée.
Nick Polides (Alex Dimitriades), âgé de 17 ans et lui aussi d'origine grecque, est un de ses élèves. Tous deux sont attirés l'un par l'autre mais leurs fonctions et âges respectifs leur interdit tout rapprochement.
Jusqu'au jour où Christina devient l'entraîneur de l'équipe de Football du lycée. Ils commencent à se rapprocher dangereusement et se voir en dehors des heures de cours. Comment vont réagir leur entourage face à ce rapprochement.

## Fiche technique
- Titre : The Heartbreak Kid
- Réalisation : Michael Jenkins
- Scénario : Michael Jenkins et Richard Barrett, d'après la pièce de théâtre The Heartbreak Kid de Richard Barrett
- Musique : John Clifford White
- Producteur : Ben Gannon
- Pays d'origine : Australie
- Langue : anglais
- Genre : Romance
- Durée : 93 minutes
- Date de sortie :
  -  Australie : 17 juin 1993

## Distribution
- Alex Dimitriades : Nick Polides
- Claudia Karvan : Christina Papadopoulos
- Steve Bastoni : Dimitri
- Nico Lathouris : George Polides
- Doris Younane : Evdokia
- Scott Major : Peter Rivers
- Katherine Halliday : Rose
- William McInnes : Southgate

## Bande Originale
1. "The Heartbreak Kid" (John Clifford White) — John Clifford White
2. "Teacher I Need You" (Elton John and Bernie Taupin) — Steve Cummings
3. "Love Is All Around" (Reg Presley) — The Persuasions
4. "I Can Just (Lose Myself in You)" (Brian Cadd and David Hirschfelder) — Lisa Edwards
5. "Vision" (Ashley Rothchild, James MacKinnon, Sean Fonti) — Caligula
6. "One" (Paul Hewson, Adam Clayton, Larry Mullen, Jr., David Evans) — U2
7. "True Love" (Art Neville, Daryl Johnson, Hawk Wolinski) — The Neville Brothers
8. "Great Palaces of Immortal Splendour" (Single Gun Theory) — Single Gun Theory
9. "Words Written Backwards" (Single Gun Theory) — Single Gun Theory
10. "Mozart Requiem, K626 – Introitus" (Mozart) — Mezzo-soprano, Cecilia Bartoli, Vienna Philharmonic Orchestra
11. "Mozart Requiem, K626 – Lacrimosa" (Mozart) — Mezzo Soprano, Cecilia Bartoli, Vienna Philharmonic Orchestra
12. "Looking for Nick" (John Clifford White)
13. "Father and Son" (John Clifford White)
14. "Anthem" (John Clifford White)

## Autour du film
- Alex Dimitriades reprit son rôle pour la série Hartley, cœurs à vif. Seul son nom de famille fut changé en Poulos. Tout comme Alex Dimitriades, Scott Major, Katherine Halliday et Nico Lathouris reprennent leurs rôles respectifs pour la série. Doris Younane obtient, quant à elle, un nouveau personnage[3].
- Les personnages de Southgate et Costa sont également repris dans la série mais leurs interprètes sont différents.